# Francis Charles
Francis Charles est un boxeur français né le 13 avril 1897 à Alfortville et mort en 1968. Champions de France de boxe dans plusieurs catégories, il doit mettre un terme à sa carrière pour un décollement de rétine qui entraîne sa cécité.

## Biographie
Il dispute son premier combat à 13 ans à l'usine Panhard de la porte d'Ivry à Paris. Deux ans plus tard, il échoue à remporter le championnat de France des poids mouches, battu avant la limite par Eugène Criqui. Engagé à dix-sept ans, Francis Charles est blessé au Fort de Douaumont en mai 1916. Il obtient plusieurs distinctions militaires dont la croix de guerre.
Champion de France des poids mi-moyens, il fait partie de la tournée Eudeline en Australie entre 1920 et 1921 avec Eugène Criqui, Arthur Wyns et André Dupré. Charles échoue à trois reprises à devenir champion d'Europe des poids welters. Monté de catégorie, il remporte le titre de champion de France des poids moyens en 1923 avant de faire match nul avec l'Italien Bruno Frattini pour le titre européen l'année suivante à Paris. Après deux défaites contre l'ancien champion du monde des welters Kid Lewis, il s'incline devant deux futurs champions du monde : l'Américain Paul Berlenbach en moins d'un round à New York et l'Allemand Max Schmeling à Berlin. Sa femme et son enfant meurent consécutivement. Sacré champion de France des mi-lourds, il est détrôné par Moïse Bouquillon et est victime d'un décollement de la rétine pendant le combat qui le laisse aveugle malgré plusieurs opérations. Vendeur de rue dans la rue Lepic, il connaît la misère,.